# Kurt Hammerich
Kurt Hammerich (* 31. März 1940 in Borken; 28. Februar 2017 in Köln) war ein deutscher Soziologe und Hochschullehrer.

## Leben und Wirken
Kurt Hammerich studierte u. a. Soziologie, Pädagogik und Sportwissenschaft an der Sporthochschule Köln und an der Universität Köln. Seine Promotion erfolgte 1968 an der Universität Köln. Von 1965 bis 1970 war er als wissenschaftlicher Angestellter am Forschungsinstitut für Soziologie an dieser Universität tätig. Von 1970 bis 1975 arbeitete er als Dozent an der Pädagogischen Hochschule Rheinland (Abt. Aachen). Von 1975 bis zu seiner Pensionierung im Jahre 2005 hatte er eine Professur für Angewandte Soziologie an der Rheinisch-Westfälischen Technischen Hochschule Aachen inne. 
In seinen Veröffentlichungen beschäftigte sich Hammerich vor allem mit der Freizeitsoziologie, der Soziologie des Sports und der Pädagogik. 

## Veröffentlichungen (Auswahl)
- Kritische Untersuchung zur Freizeitpädagogik. Henn, Ratingen 1971 (= Dissertation Universität Köln) (2. erw. Aufl. u.d.T.: Kritische Studien zur Freizeitpädagogik und Freizeitsoziologie. Henn, Kastellaun 1978, ISBN 3-450-07940-9).
- Berufskarrieren von Spitzensportlern. In: Sportwissenschaft, Bd. 2 (1972), S. 168–181.
- Freizeit. In: Alfred Bellebaum (Hrsg.): Die moderne Gesellschaft. Formen des menschlichen Zusammenlebens. Herder, Freiburg 1972, S. 302–315, ISBN 3-451-16116-8.
- Notizen zum Verhältnis von Soziologie und Pädagogik. In: Günter Albrecht u. a. (Hrsg.): Soziologie. Sprache, Bezug zur Praxis, Verhältnis zu anderen Wissenschaften. René König zum 65. Geburtstag. Westdeutscher Verlag, Opladen 1973, S. 825–836, ISBN 3-531-11111-6.
- Skizzen zur Genese der Freizeit als eines sozialen Problems. Dispositionen zur Soziologie sozialer Probleme. In: Kölner Zeitschrift für Soziologie und Sozialpsychologie, Bd. 26 (1974), S. 267–286.
- Aspekte einer Soziologie der Schule. Schwann, Düsseldorf 1975, ISBN 3-590-14714-8.
- (Hrsg., mit Klaus Heinemann): Texte zur Soziologie des Sports. Hofmann, Schorndorf 1975, ISBN 3-7780-6111-9.
- (Hrsg., mit Michael Klein): Materialien zur Soziologie des Alltags (= Kölner Zeitschrift für Soziologie und Sozialpsychologie, Sonderhefte, Bd. 20). Westdeutscher Verlag, Opladen 1978, ISBN 3-531-11478-6.
- Die soziale Herkunft von Schülern als Thema schulpolitischer Argumentation. Ein Beitrag zur Analyse des sozialen Rekrutierungsfeldes ausgewählter Schultypen im 19. und 20. Jahrhundert. In: Kölner Zeitschrift für Soziologie und Sozialpsychologie, Bd. 32 (1980), S. 457–483.
- Soziales Engagement und wissenschaftliche Legitimierung. Zum Fall "Strafvollzugsgesetz": Resozialisierung durch Sport (= Berichte und Materialien des Bundesinstituts für Sportwissenschaft, Bd. 91,7). Sport und Buch Strauss, Ed. Sport, Köln 1991, ISBN 3-89001-093-8.
- (mit Ralf Müller u. Bettina Schaffrath): Natur. Zwischen Schutz und Nutzung (= Naturschutz und Freizeitgesellschaft, Bd. 1). Academia-Verlag, Sankt Augustin 1995, ISBN 3-88345-889-9.
- (mit Christiane Funken u. Britta Schinzel): Geschlecht, Informatik und Schule. Oder: Wie Ungleichheit der Geschlechter durch Koedukation neu organisiert wird. Academia-Verlag, Sankt Augustin 1996, ISBN 3-88345-735-3.
- (Mithrsg. u. Mitautor): Temporale Muster. Die ideale Reihenfolge der Tätigkeiten. Leske + Budrich, Opladen 2000, ISBN 978-3-8100-1980-6.
- Europäische Sozialpolitik als Fiktion? Oder: Vom Nutzen der Fehlleistungen. In: Christian Bremen (Hrsg.): Die Europäische Union als Rechts- und Verfassungsraum – zukünftige Aufgaben und Gegenwart. Gardez!-Verlag, Sankt Augustin 2001, S. 90–103, ISBN 3-89796-064-8.
- (Hrsg., mit Bettina Franke): Nord-Süd-, Süd-Nord-Beziehungen in gemeinsamer Verantwortung. Academia-Verlag, Sankt Augustin 2001, ISBN 3-89665-214-1.
- (Hrsg., u. Mitautor): Soziologie an deutschen Universitäten. Gestern – heute – morgen. VS Verlag für Sozialwiss., Wiesbaden 2006, ISBN 3-531-14501-0.
- (Hrsg.): René König / Soziologische Studien zu Gruppe und Gemeinde. VS Verlag für Sozialwiss., Wiesbaden 2006 (2. erw. Aufl. 2021, ISBN 978-3-658-28250-9).
- (Hrsg.): Minderheiten im Umgang mit der Natur (= Naturschutz und Freizeitgesellschaft, Bd. 10). Academia-Verlag, Sankt Augustin 2012, ISBN 978-3-89665-496-0.

Festschrift
- Christian Bremen/Armin Heinen (Hrsg.): Europa studieren. Hochschuldidaktische Überlegungen zur Europäistik. Festschrift für Kurt Hammerich. Itschert, Michael, Sankt Augustin 2003, ISBN 3-89796-111-3 (Bibliographie Kurt Hammerich, S. 170–175).